# Омладич, Ник
Ник Омладич (словен. Nik Omladič; родился 21 августа 1989 года, Целе, Словения) — словенский футболист, вингер клуба «Копер». Выступал за сборную Словении.

## Клубная карьера
Омладич — воспитанник клубов «Шмартно-об-Паки» и «Рудар». 29 октября 2006 года в матче против «Дравини» он дебютировал во Второй лиге Словении в составе последнего. В 2008 году Ник помог команде выйти в элиту и в том же году дебютировал в чемпионате Словении. В начале 2010 года Омладич перешёл в столичную «Олимпию». 10 апреля в матче против своего предыдущего клуба «Рудара» он дебютировал за новый клуб. 5 мая в поединке против «Копера» Ник забил свой первый гол за «Олимпию».
В начале 2015 года Омладич перешёл в немецкий «Айнтрахт» из Брауншвейга. 8 февраля в матче против «Кайзерслаутерна» он дебютировал во Второй Бундеслиге. 15 марта в поединке против «Зандхазуена» Ник забил свой первый гол за «Айнтрахт».
Летом 2017 года контракт Омладича истёк и он на правах свободного агента подписал соглашение с «Гройтером». 29 июля в матче против «Дармштадт 98» он дебютировал за новую команду. 6 августа в поединке «Арминии» Ник забил свой первый гол за «Гройтер».

## Международная карьера
30 марта 2015 года в товарищеском матче против сборной Катара Омладич дебютировал за сборную Словении, заменив во втором тайме Деяна Лазаревича.